# 非洲綠色長城

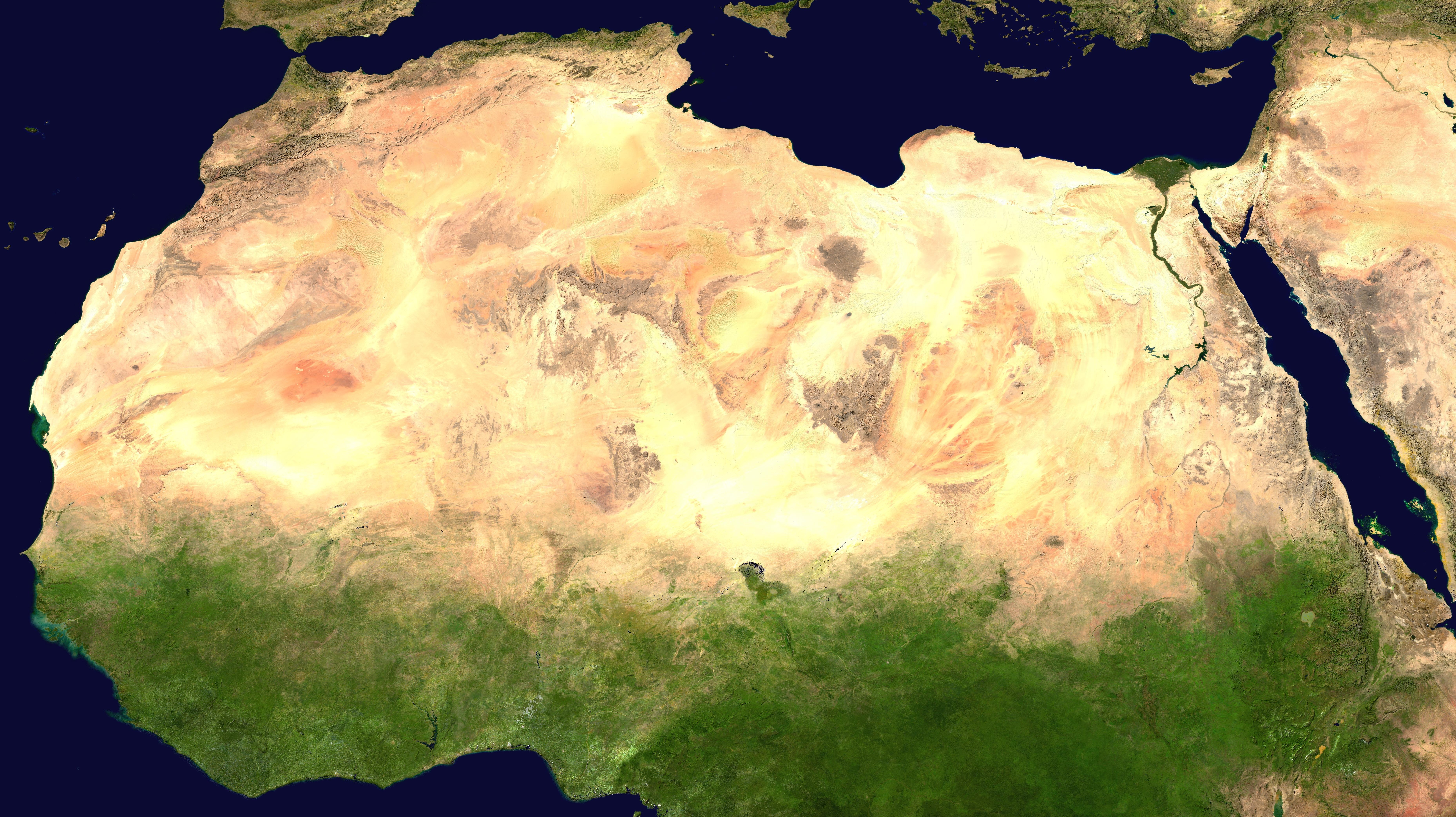
撒哈拉與撒赫爾地區衛星影像圖，非洲綠色長城即沿著沙漠南緣種植。

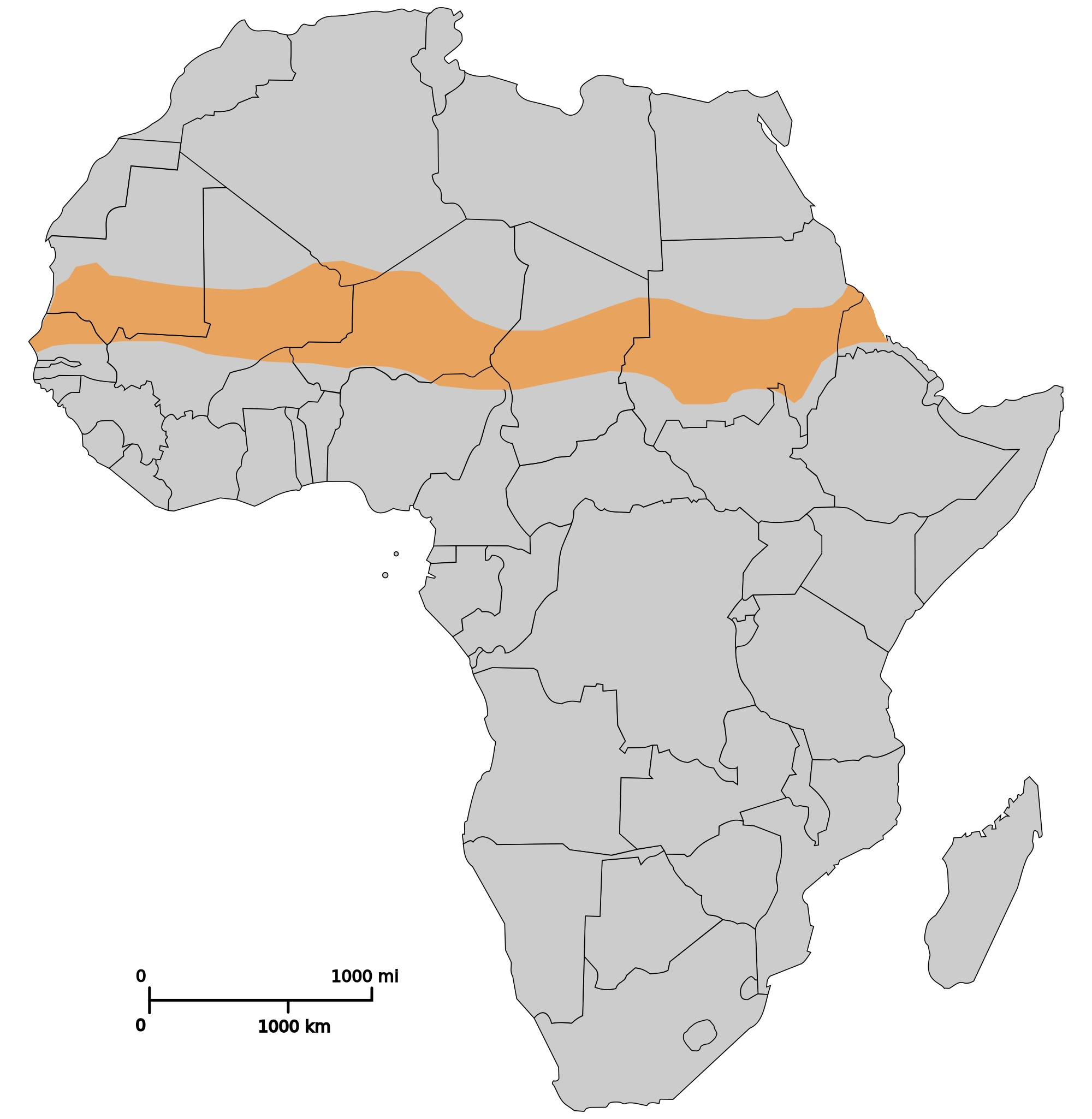
圖中橘色東西向帶狀區域為非洲薩赫勒地區。

非洲綠色長城（英語：Great Green Wall）為沿著撒哈拉沙漠南緣的薩赫爾地區種植跨越非洲大陸的樹牆，是一項防止沙漠化的計畫。這項計畫由非洲聯盟主導，概念起自於綠色前線、中國的三北防護林等大型綠色工程計畫，以解決撒赫爾和撒哈拉地區在土地退化和沙漠化後所導致的社會、經濟、環境的不利影響。

## 簡介
此計畫最初的構想，是建立東西向橫越非洲大陸的一排樹，已演變成一個綠色長城的願景，以解決撒赫爾和撒哈拉地區所面臨挑戰的居民的一項人為干預措施。作為鄉村發展的一項程序，這項次區域的合作關係的整體目標為使當地居民與自然自然環境在健全的環境保育與經營管理之下強化其環境回復力。綠色長城撒哈拉和薩赫爾倡議（英語：Great Green Wall of the Sahara and the Sahel Initiative，GGWSSI）將成為在鄉村地區的自然資源退化和乾旱的共同影響的全球性的因應，也有助於提高當地收入。該倡議是一種支持在地社區為環境努力的合作夥伴關係，使乾旱地區的林地、牧地及其他自然資源，都能做可持續性管理或使用。另外，還尋求撒赫爾和撒哈拉地區的氣候變遷的減緩和調適，以及提升當地的食品安全。

## 發展
1952年，英國保育運動作家Richard St. Barbe Baker（9 October 1889 – 9 June 1982）在一次考察中，提出了「綠色前線」的概念，以一排樹來作為控制沙漠的30英里深的前線。這構想在2002年於查德恩將納所舉行的防治荒漠化和乾旱世界日特別高峰會中重現。並在2005年6月1日至2日，於布吉納法索瓦加杜古所舉行的薩赫爾—撒哈拉國家共同體成員國之領導人會議第七次常會中核准。
2005年起，綠色長城這概念開始有了大幅度的進展。自阿爾及利亞大壩以及中國三北防護林吸取經驗，理解需要綜合多個跨領域部門，才能產生可持續性的成果。從植樹倡議起，撒哈拉和薩赫爾地區的綠色長城已經進展到發展程序階段。2007年1月29日至30日，薩赫爾—撒哈拉國家共同體成員國之領導人會議第八次常會於衣索匹亞阿迪斯阿貝巴舉行，為了解決在該地區的土地退化和沙漠化所造成對社會、經濟和環境的不利影響，各國代表人認可薩赫爾與薩哈拉倡議興建綠色長城的目的。綠色長城於2008年7月開始建造。2009年2月11日至12日，於塞內加爾達喀爾舉行非洲綠色長城國際研討會，與會的專家學者確定了在不同區域和不同氣候條件下可植樹的種類，並就正式成立「落實和監察造林專門機構」以及就國家造林訊息共享等問題進行了深入討論。
薩赫爾與薩哈拉地區的布吉納法索、吉布地、厄立垂亞、衣索匹亞、馬利、茅利塔尼亞、尼日、奈及利亞、塞內加爾、蘇丹、查德等11個國家，共同建立了泛非綠色長城機構（英語：Pan African Agency of the Great Green Wall）（GGWA）。
泛非綠色長城機構成立後，於2012年9月的非洲部長級環境會議（英語：African Ministerial Conference on Environment）（AMCEN）中，通過綠色長城倡議以落實與發展協調區域策略。根據此會議，綠色長城是聯合國永續發展大會（又稱里約+20）土地退化的貢獻目標的旗艦計劃。

## 合作夥伴
撒哈拉和薩赫勒倡議的綠色長城，是非洲聯盟招集了撒赫爾與撒哈拉地區二十多個國家來合作，包括阿爾及利亞、布吉納法索、貝南、查德、維德角、吉布地、埃及、衣索匹亞、利比亞、馬利、茅利塔尼亞、尼日、奈及利亞、塞內加爾、索馬利亞、蘇丹、甘比亞、突尼西亞等國。
並且，該倡議得到許多區域和國際組織的支持，包括：
- 非洲森林論壇
- 非洲聯盟委員會
- 促進教育和海外培訓協會
- 阿拉伯馬格里布聯盟
- 薩赫爾—撒哈拉國家共同體（英语：Community of Sahel-Saharan States）
- 西非國家經濟共同體
- 歐洲聯盟
- 聯合國糧食及農業組織
- 聯合國防治沙漠化公約的全球機制
- 東非跨政府發展組織
- 西非與中非千禧年發展目標中心
- 泛非農民組織
- 泛非綠色長城機構
- 撒赫爾地區乾旱控制跨國常設委員會
- 撒哈拉和薩赫爾觀察
- 聯合國防治沙漠化公約秘書處
- 聯合國開發計劃署–旱地發展中心
- 聯合國環境署
- 聯合國環境署–世界保護監測中心
- 比利時瓦隆大區，瓦隆—布魯塞爾國際
- 世界農林複合經營中心（英语：World Agroforestry Centre）
- 世界水土保持方法與技術協作組織
- 世界銀行

## 主要原則
撒哈拉與撒赫爾的綠色長城的概念，已由非洲聯盟委員會和薩赫爾—撒哈拉國家共同體秘書處的連續討論中取得共識。該倡議被認為是一組綜合性行動，攸關薩赫爾與撒哈拉地區人民生計的相關議題。綠色長城撒哈拉和薩赫爾倡議不僅是造林，也是作為鄉村發展的一項程序。
綠色長城的地理空間範圍設定為撒哈拉南界，長約7,000公里、寬約15公里的帶狀區域。
綠色長城撒哈拉和薩赫爾倡議強化現有的機制，例如非洲發展新夥伴關係的環境計劃中的非洲農業綜合發展計劃（英語：Comprehensive African Agricultural Development Program）（CAADP），對於防治沙漠化的區域、次區域、國家行動方案，以透過協調與合作，提升薩赫爾—薩哈拉地區的效率。
為了確保這項倡議的成功，區域協調策略指出其重要性在於國家、次區域及區域等尺度的利益相關者之間的合作關係，在現有國家、區域和地方計劃的倡議，透過南南合作與技術轉移來整合、共享與汲取經驗，再藉由地方的參與，建立一個綜合性的計劃。

## 選用物種
綠色長城所選用的物種大多為當地的植物，可適應當地年雨量僅100至400毫米的乾燥氣候。例如Calotropis procera、Balanites aegyptiaca、阿拉伯金合歡等。

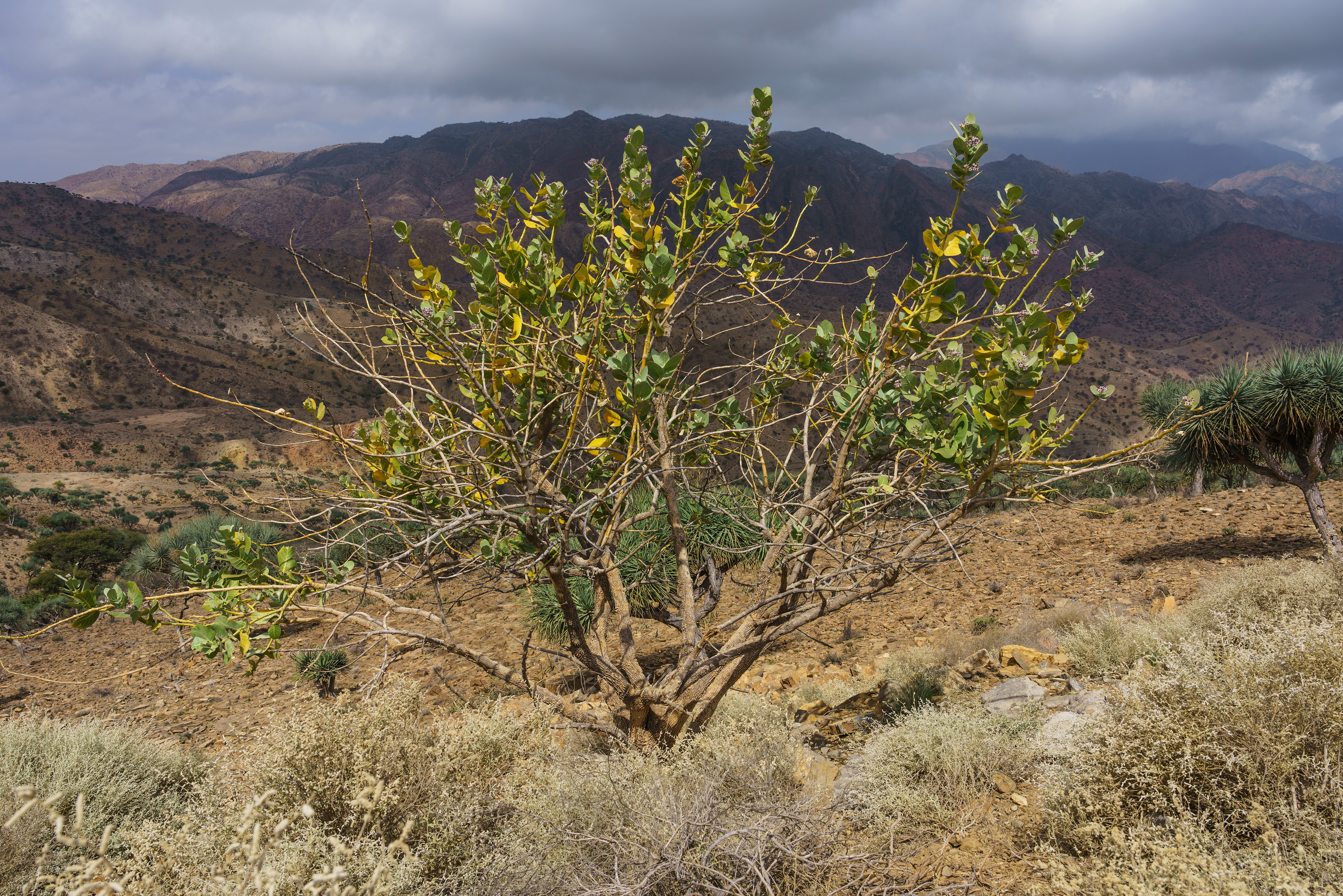
Calotropis procera
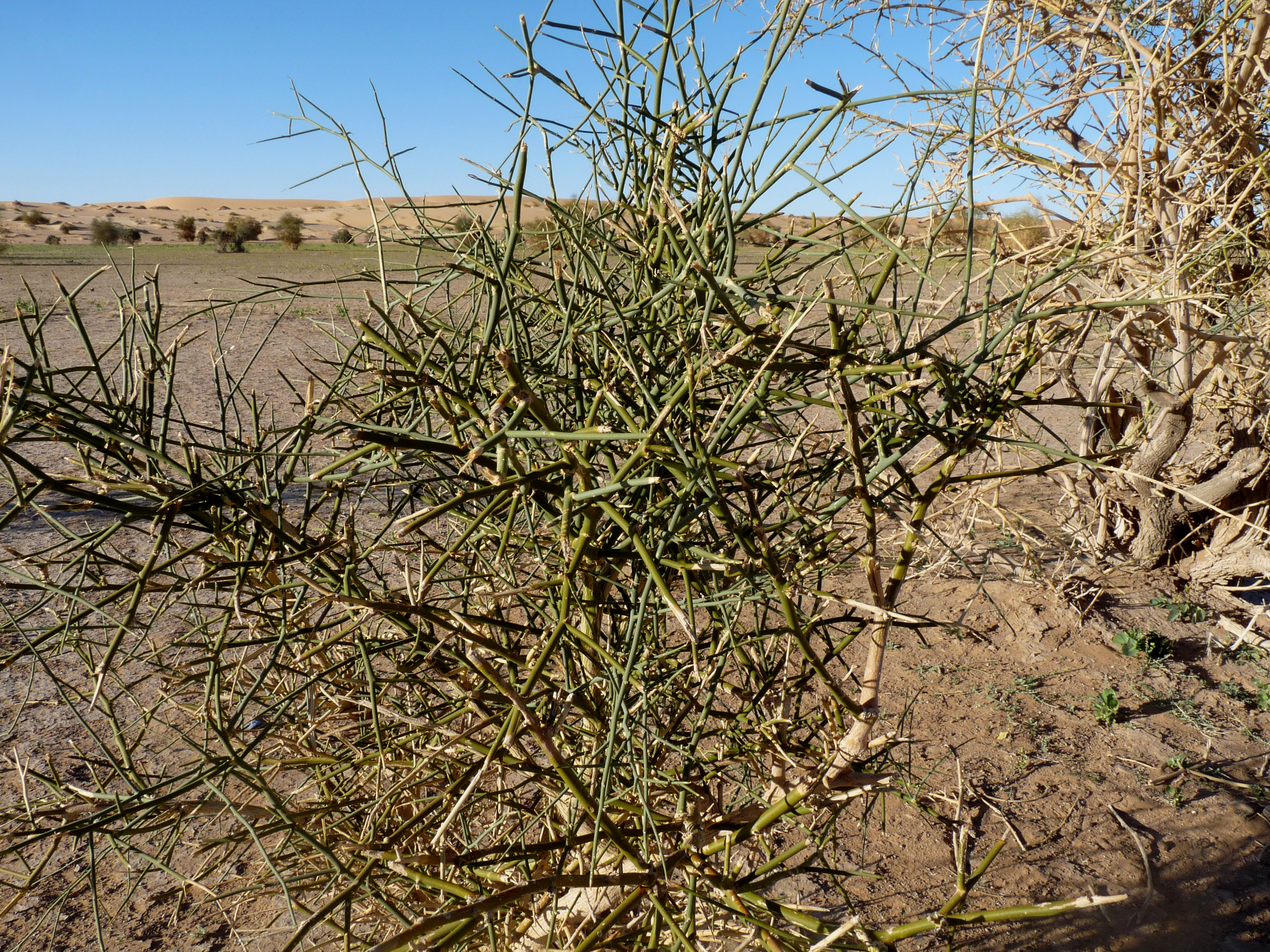
Balanites aegyptiaca
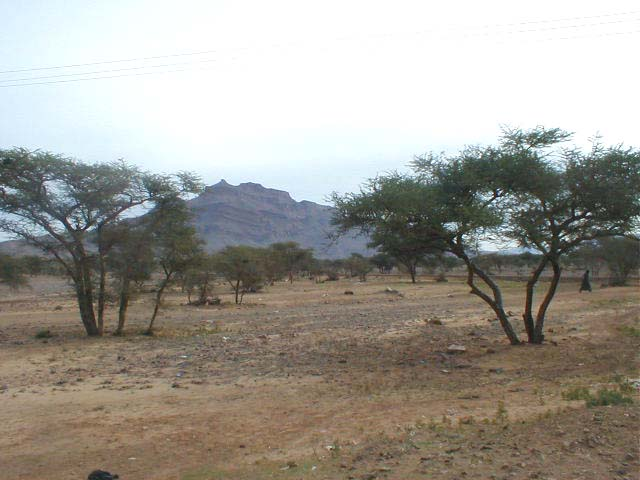
阿拉伯金合歡

## 延伸閲讀
- 三北防护林